# Pedro Burmester
Pedro Martins da Costa Burmester, mais conhecido como Pedro Burmester CvSE • ComIH (Porto, 9 de Outubro de 1963), é um dos mais notórios pianistas portugueses. Ao longo da sua carreira colaborou com outros músicos e construiu uma vida musical bastante sucedida. Também partilha o seu conhecimento e ensina aqueles que procuram seguir uma vida na música.

## Biografia
Pedro Burmester nasceu no Porto. Filho de Gerardo Curbera Burmester, de ascendência Alemã e Espanhola, e de sua mulher Maria Inês de Abreu Martins da Costa. Cresceu com quatro irmãos e os pais numa casa na Maia, onde passou toda a sua vida até ser maior de idade.
Começou a estudar aos sete anos de idade e aos dez iniciou a sua carreira concertística. Foi durante 10 anos aluno de Helena Sá e Costa, tendo terminado o Curso Superior de Piano do Conservatório do Porto com 20 valores em 1981. Ainda muito novo, foi premiado em diversos concursos, destacando-se o "prémio Moreira de Sá", o 2.º "prémio Vianna da Motta" e o prémio especial do júri no "Concurso Van Cliburn", nos Estados Unidos da América.
Posteriormente, deslocou-se aos Estados Unidos da América onde trabalhou entre 1983 e 1987 com Sequeira Costa, Leon Fleisher e Dmitry Paperno. Paralelamente, frequentou diversas masterclasses com pianistas como Karl Engel, Valdimir Ashkenazi, T. Nocolaieva e E. Leonskaja.
Para além disso participou em múltiplos festivais portugueses assim como no estrangeiro. São de realçar apresentações em La Roque d’Anthéron, Salle Gaveau, Festival de Flandres, Frick Collection e 92nd Y em Nova Iorque, Filarmonia de Colónia, Gewandhaus de Leipzig, Casa Beethoven em Bona e Concertgebouw em Amesterdão.
Mantém há alguns anos um duo com o pianista Mário Laginha. Atuou com os violinistas Gerardo Ribeiro e Thomas Zehetmair, com os violoncelistas Anner Bylsma e Paulo Gaio Lima e com o clarinetista António Saiote.
Fazendo uma breve pausa na sua carreira concertística, Pedro contribuiu para a inauguração da Casa da Música (em 2005), tendo sido Director Artístico e de Educação na mesma. Porém, apenas em 2013 se estreou como artista na grande sala de concertos Guilhermina Suggia, num recital editado em disco duplo em Janeiro de 2015. Mais tarde no mesmo ano e no mesmo palco, fez uma interpretação dos cinco concertos para piano e orquestra de Beethoven com a Orquestra Sinfónica do Porto Casa da Música.
Sendo vívido adepto do Futebol Clube do Porto, orgulha-se também de ter participado na inauguração do Estádio do Dragão, em 2003, onde tocou no centro do relvado, numa plataforma suspensa por uma grua.
Em termos militares atingiu o posto de Subtenente.
A 10 de Junho de 1990 foi feito Cavaleiro da Ordem Militar de Sant'Iago da Espada e a 30 de Janeiro de 2006 foi feito Comendador da Ordem do Infante D. Henrique.
É agora casado com quatro filhos, variando entre os sete anos de idade e os vinte e dois e, para além da sua atividade artística, é também professor na Escola Superior de Música e Artes do Espectáculo (ESMAE) no Porto.

## Discografia
- 1989 - J.S. Bach (CD, EMI-Valentim de Carvalho)[3]
- 1994 - Duetos (com Mário Laginha) (CD, Farol Música)[4]
- 1998 - Chopin (CD, BMG Portugal)[5]
- 2001 - The Circle of Life (com Alexei Eremine) (CD, Fine Arts, Portugal)[6]
- 2007 - 3 Pianos (com Bernardo Sassetti e Mário Laginha)  (DVD, Incubadora d'Artes)[7]